# Fernão Vaz Dourado

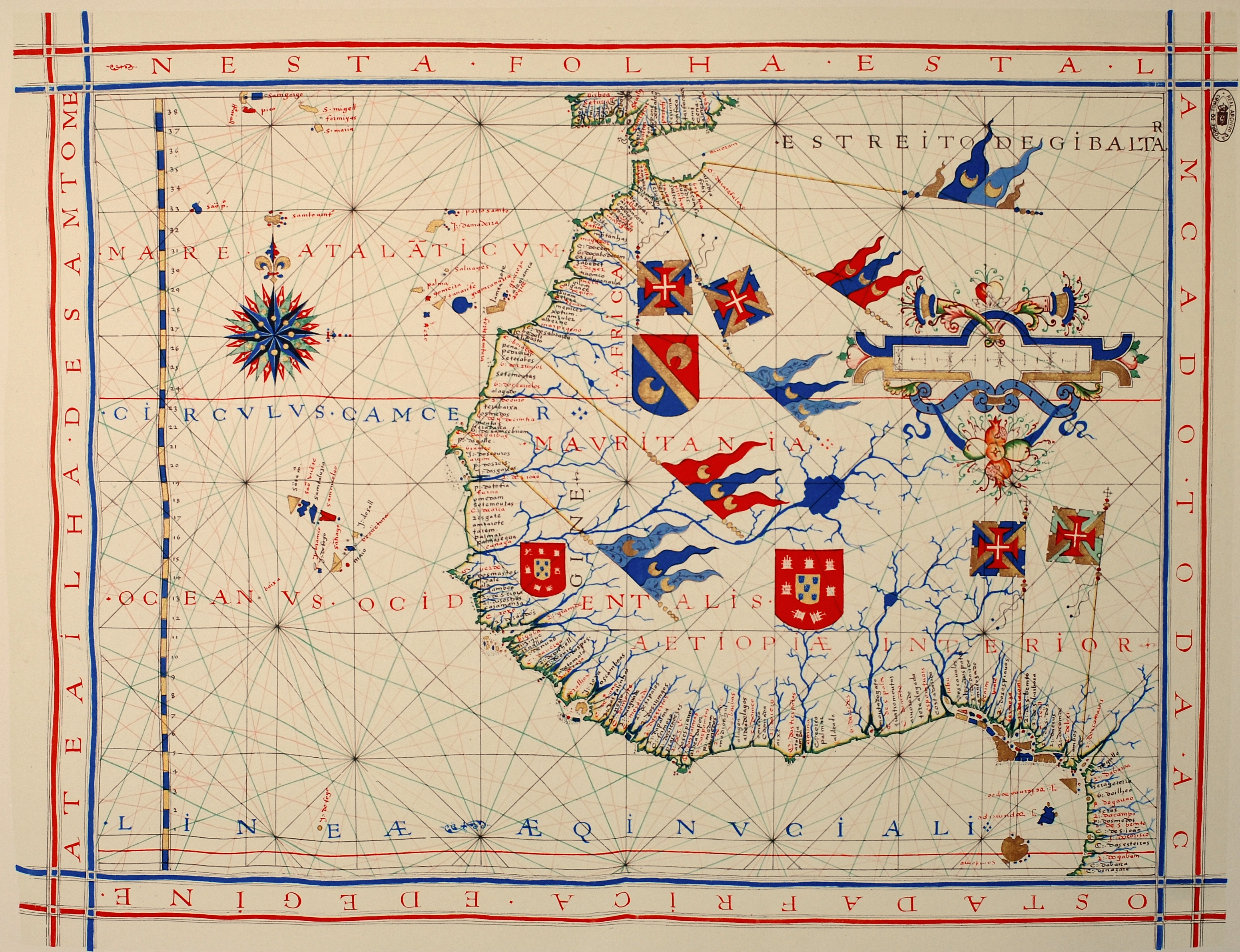
Costa da África e da Guiné até à ilha de São Tomé (Fernão Vaz Dourado, 1571) (ANTT, Lisboa).

Fernão (ou Fernando) Vaz Dourado (Goa, Índia, c. 1520 — c. 1580) foi um cartógrafo português.

## Biografia
Embora pouco se saiba acerca de sua figura histórica, sabe-se que participou na defesa de Diu em 1546, a sua obra inscreve-se na terceira fase da antiga cartografia náutica portuguesa, caracterizada pelo abandono da influência de Ptolemeu na representação do Oriente e por uma melhor precisão na representação das terras e continentes.

## Obra
Os trabalhos conhecidos de Dourado apresentam extraordinária qualidade e beleza, conferindo-lhe a reputação de um dos melhores cartógrafos de seu tempo. Muitas de suas cartas manuscritas são de relativa grande escala e estão inseridas em atlas náuticos. São conhecidos seis atlas, do período de 1568 a 1580:
- 1568 - 20 folhas manuscritas iluminadas em pergaminho, dedicadas a D. Luís de Ataíde (Biblioteca Nacional, Madrid);
- 1570 - 20 folhas manuscritas iluminadas em pergaminho (The Huntington Library, San Marino, USA);
- 1571 - 20 folhas manuscritas iluminadas em pergaminho, das quais duas foram furtadas no século XIX (Torre do Tombo, Lisboa)
- c. 1576 - 20 folhas manuscritas iluminadas em pergaminho (Biblioteca Nacional de Portugal, Lisboa)
- 1575 - 21 folhas manuscritas iluminadas em pergaminho (British Museum, Londres)
- 1580 - 20 folhas manuscritas iluminadas em pergaminho (Biblioteca Nacional de Portugal, Lisboa)

Nestes atlas destacam-se:
- No de 1568, as primeiras cartas em grande escala do Ceilão (Sri Lanka) e do Japão, posteriormente reproduzidas por muitos outros cartógrafos.
- No de 1571, a décima-segunda folha representa a "Costa do Brasil", e nela lê-se "Nesta folha está lançada toda a costa do Brasil do Rio Amazonas até o rio da Prata". A costa atlântica apresenta as deformações características dos mapas da época, figurada com o estuário do rio da Prata deslocado para a direita. Ainda de acordo com o uso à época, as terras de Portugal e de Castela estão assinaladas pelos respectivos escudos de armas. Ao centro do território brasileiro, há um tronco ornamentado, exibindo a escala empregada na confecção do mapa. O autor foi minucioso na nomenclatura ao longo do litoral e acrescentou em letras vermelhas, nítidas: "Costa do Brasil, Rio Amazonas, o Maranhão e Terra do Imperador" todas no sentido vertical. Uma reprodução de seu original foi feita em 1899, a pedido do barão do Rio Branco, que a incluiu em sua memória sobre as fronteiras entre o Brasil e a Guiana Francesa.
- No de 1575, a carta America Mundus Novus apresenta abundante nomenclatura costeira, estando as principais cidades espanholas assinaladas por pequenos castelos, o que não acontece para o Brasil, reflectindo o povoamento à época, mais denso na América espanhola do que na portuguesa. Destacam-se ainda, além de um grande lago na região nordeste brasileira, um original animal negro ao centro do mapa e duas manchas cinzentas na costa brasileira, provavelmente recifes, assinalando zonas de navegação perigosa.

## Galeria
- Atlas de 1570 (Huntington Library, San Marino, USA)

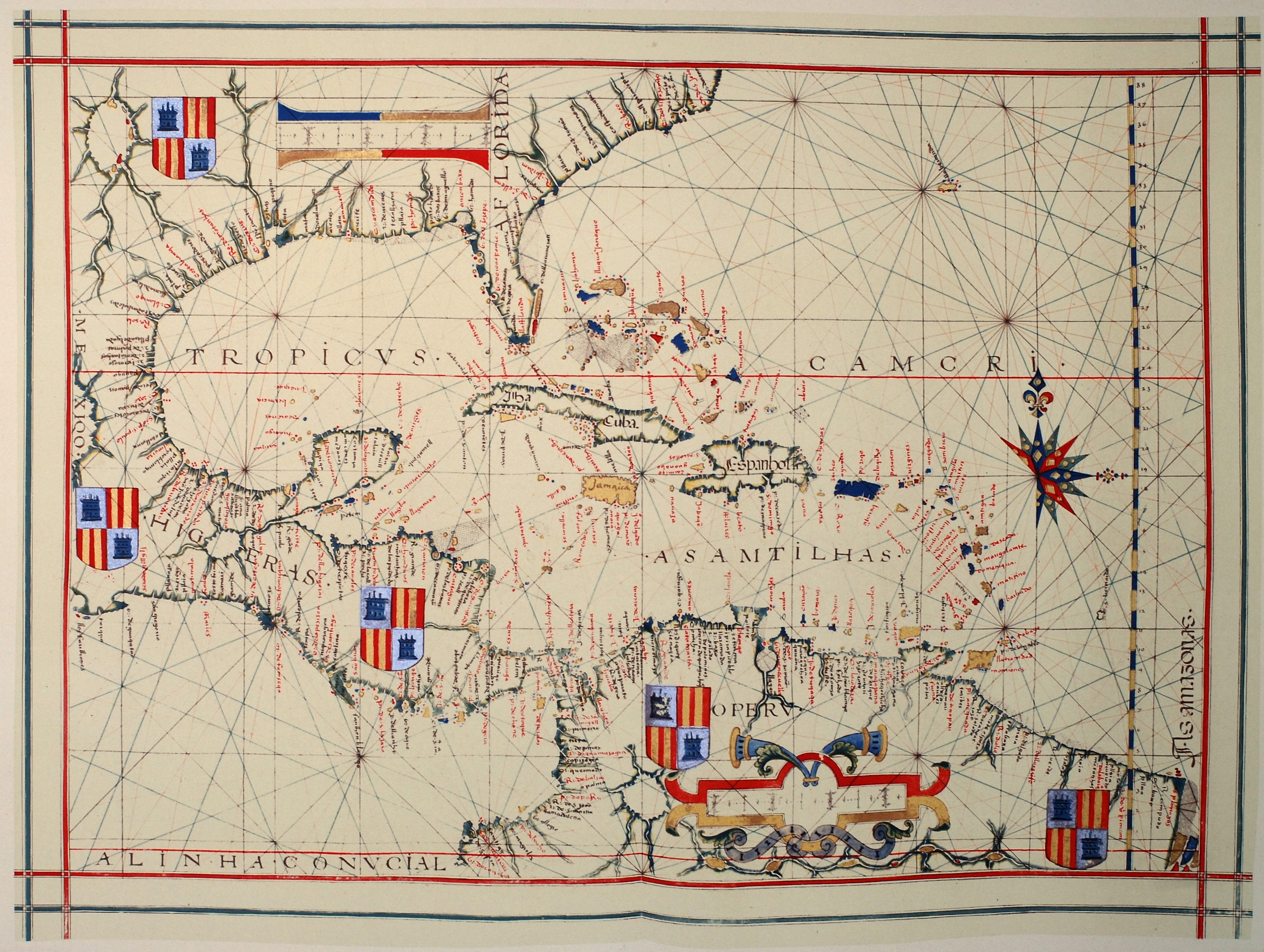
Atlas de 1575 (British Museum, London)